# Heyuannia
Heyuannia (букв. «з Heyuan») — рід овірапторів, що жили в Азії в епоху пізньої крейди, на території сучасного Китаю та Монголії. Це був перший овірапторид, знайдений у Китаї; більшість інших були знайдені в сусідній Монголії. Відомі два види: H. huangi, названий Лю Цзюньчаном у 2002 році з формації Даланшань; та H. yanshini, спочатку названий Рінченом Барсболдом як окремий рід Ingenia з формації Barun Goyot у 1981 році, а пізніше перейменований на Ajancingenia у 2013 році через зайнятість Ingenia. Остання назва була зрештою відкинута через різні етичні проблеми, що оточували автора.
Heyuannia — овірапторид середнього розміру. Грегорі С. Пол у 2010 році оцінив його довжину в 1,5 метра, вагу у двадцять кілограмів. Його беззубий череп відносно короткий з крутою мордою. Він мав дуже короткі плечі та пальці, а його перший палець був зменшений.